# L'Amour aux deux visages
L'Amour aux deux visages est un roman de Paule Malardot publié en 1946 aux éditions SPLE et ayant reçu le prix des Deux Magots l'année suivante.

## Éditions
- L'Amour aux deux visages, éditions SPLE, 1946.